# العلاية (حبيش)

تعديل مصدري - تعديل

العلاية هي إحدى قرى عزلة شباع بمديرية حبيش التابعة لمحافظة إب، بلغ تعداد سكانها 1221 نسمة حسب تعداد اليمن لعام 2004.